# Open di Francia 2022 - Doppio femminile in carrozzina
Diede de Groot e Aniek van Koot erano le campionesse in carica e hanno riconquistato il titolo per la quinta volta consecutiva, battendo in finale Yui Kamiji e Kgothatso Montjane con il punteggio di 7–6(5), 1-6, [10-8].

## Teste di serie
1.    Diede de Groot /  Aniek van Koot (campionesse)
  2.    Yui Kamiji /  Kgothatso Montjane (finale)

## Tabellone

### Legenda
| - Q = Qualificato - WC = Wild card - LL = Lucky loser | - ALT = Alternate - SE = Special Exempt - PR = Protected Ranking | - w/o = Walkover - r = Ritirato - d = Squalificato |

|  | Quarti di finale | Quarti di finale                     | Quarti di finale                     | Quarti di finale | Quarti di finale |  |  | Semifinali | Semifinali                           | Semifinali                           | Semifinali                    | Semifinali |   |     | Finale | Finale                        | Finale | Finale | Finale |  |
|  |                  |                                      |                                      |                  |                  |  |  |            |                                      |                                      |                               |            |   |     |        |                               |        |        |        |  |
|  |                  |                                      |                                      |                  |                  |  |  | 1          | Diede de Groot Aniek van Koot        | Diede de Groot Aniek van Koot        | 6                             | 7          |   |     |        |                               |        |        |        |  |
|  |                  | Momoko Ohtani Zhu Zhenzhen           | Momoko Ohtani Zhu Zhenzhen           | 6                | 6                |  |  |            | Momoko Ohtani Zhu Zhenzhen           | Momoko Ohtani Zhu Zhenzhen           | 2                             | 61         |   |     |        |                               |        |        |        |  |
|  |                  | Dana Mathewson Lucy Shuker           | Dana Mathewson Lucy Shuker           | 2                | 1                |  |  |            |                                      |                                      |                               |            |   |     | 1      | Diede de Groot Aniek van Koot | 7      | 1      | [10]   |  |
|  |                  | Angélica Bernal Jiske Griffioen      | Angélica Bernal Jiske Griffioen      | 63               | 2                |  |  |            |                                      | 2                                    | Yui Kamiji Kgothatso Montjane | 65         | 6 | [8] |        |                               |        |        |        |  |
|  |                  | Macarena Cabrillana Emmanuelle Mörch | Macarena Cabrillana Emmanuelle Mörch | 7                | 6                |  |  |            | Macarena Cabrillana Emmanuelle Mörch | Macarena Cabrillana Emmanuelle Mörch | 2                             | 1          |   |     |        |                               |        |        |        |  |
|  |                  |                                      |                                      |                  |                  |  |  | 2          | Yui Kamiji Kgothatso Montjane        | Yui Kamiji Kgothatso Montjane        | 6                             | 6          |   |     |        |                               |        |        |        |  |